# 14438 MacLean
A 14438 MacLean (korábbi nevén 1992 HC2) a Naprendszer kisbolygóövében található aszteroida. A Spacewatch program keretein belül fedezték fel 1992. április 27-én.
A bolygót Steven Glenwood MacLean (1954–) kanadai űrhajósról nevezték el.

## Kapcsolódó szócikk
- Kisbolygók listája (14001–14500)